# Monte Saccarello
Monte Saccarello – szczyt w Alpach Liguryjskich. Leży na granicy między Włochami (Piemont i Liguria) a Francją (Prowansja-Alpy-Lazurowe Wybrzeże).